# Juan Fernández (cykelrytter)
Juan Fernández Martín (født 5. januar 1957 i Alhama de Granada) er en tidligere spansk professionel landevejscykelrytter og sportsdirektør. I løbet af han karriere vandt han fire etaper i Vuelta a España, og bjergtrøjen i 1980. Han sluttede på en tredjeplads ved VM i landevejscykling tre gange og vandt det spanske mesterskab i landevejscykling i 1980 og 1980.

## Eksterne links
- Profil på cykelsiderne.net Arkiveret 2. februar 2022 hos  Wayback Machine

| Cykling | Spire Denne biografi om en spansk cykelrytter er en spire som bør udbygges. Du er velkommen til at hjælpe Wikipedia ved at udvide den. |